# 383 Janina

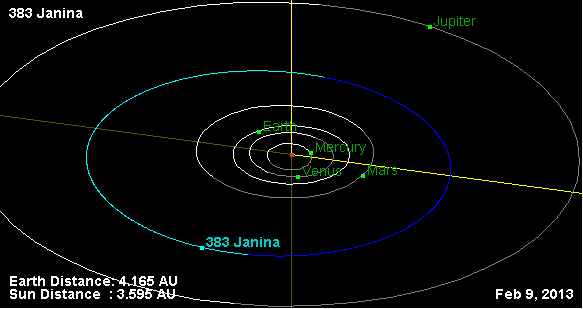
Órbita do asteroide 383 Janina

Janina (asteroide 383) é um asteroide da cintura principal com um diâmetro de 45,52 quilómetros, a 2,6270816 UA. Possui uma excentricidade de 0,1654719 e um período orbital de 2 040,04 dias (5,59 anos).
Janina tem uma velocidade orbital média de 16,78713003 km/s e uma inclinação de 2,65075º.
Este asteroide foi descoberto em 29 de Janeiro de 1894 por Auguste Charlois.